# Площа Гудіашвілі
Площа Гудіашвілі (груз. ლადო გუდიაშვილის მოედანი) — площа в Тбілісі в історичному районі Сололакі. До площі прилучаються вулиці Лермонтова, Беглара Ахоспірелі, Джибладзе.

## Історія
Площа вказана на першому плані Тбілісі, виконаному царевичем Вахушті (1735 рік), тут розташовувався «Сад Бежана». Через розташування неподалік Мугнінської церкви Святого Георгія, площа називалася Мугнінською. У 1827 році на честь взяття російським генералом І. Ф. Паскевичем перської фортеці Аббас-Абад площа стала називатьсь Аббас-Абадською.
У радянський час (із 1923 року) площа носила назву Алавердська, на честь російського революціонера Степана Алавердяна (1888—1920).
Сучасну назву площа отримала в 1988 році на честь Ладо Гудіашвілі (1886—1980) — відомого грузинського художника.

У березні 2015 року почалася розробка плану консервації історичної забудови площі Гудіашвілі. Реконструкція площі дала новий археологічних матеріал

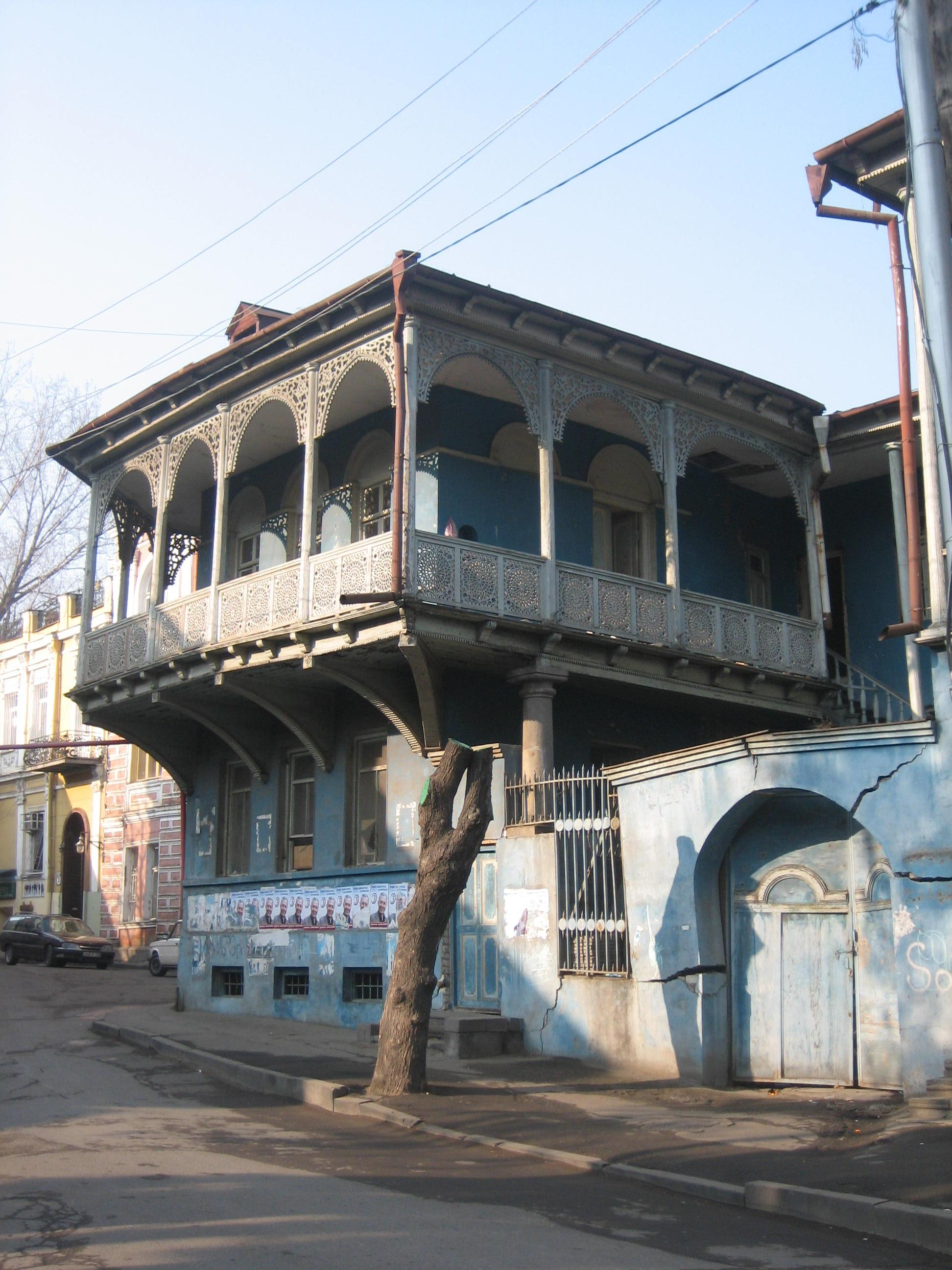
«Лермонтовський будинок»

## Пам'ятки
Навколо площі розташовано 11 будівель, 9 із яких мають історичне значення та охороняються державою.
Імовірно в буд. 2 на площі («Лермонтовський будинок») міг бувати М. Ю. Лермонтов під час своєї служби на Кавказі (Нижньогородський драгунський полк).